# Coke Zero 400
Das Coke Zero 400 ist ein Rennen über 400 Meilen der NASCAR Cup Series auf dem Daytona International Speedway. Es findet traditionell in der Nacht des ersten Samstag im Juli, üblicherweise dem Independence-Day-Wochenende, statt. Es ist das einzige Restrictor Plate-Rennen, welches bei Nacht stattfindet.
Das Coke Zero 400 war zuvor auch als Pepsi 400, Firecracker 250 und Firecracker 400 bekannt.

## Geschichte
Im Jahre 1959 war das Rennen zunächst als Lauf der USAC-Meisterschaft, der heutigen IndyCars, geplant. Allerdings wurden nach einem Rennen mit vielen Unfällen im April die Formelsport-Rennen permanent vom Kalender der Strecke gestrichen. NASCAR nutzte diese Lücke und ersetzte das ausgefallene Rennen durch ein eigenes Rennen.
Dieses NASCAR-Rennen wurde als zweites großer Rennen in der Cup-Serie auf dem Daytona International Speedway ausgelegt, welches aber nicht den legendären Status des Daytona 500 beeinträchtigen sollte. Zunächst war das Rennen auf 100 Runden, also 250 Meilen, ausgelegt mit dem 4. Juli, dem amerikanischen Unabhängigkeitstag, als Renntermin. Diese ersten Rennen wurden als Firecracker 250 bezeichnet. Nachdem das Rennen im Jahre 1963 auf 160 Runden und somit 400 Meilen verlängert worden war, war die offizielle Bezeichnung Firecracker 400.
Vom ersten Rennen im Jahre 1959 bis ins Jahr 1987 wurde das Rennen immer unabhängig vom Wochentag am 4. Juli ausgetragen. Seit der Saison 1988 ist der Renntermin immer der erste Samstag im Juli, das heißt dem Samstag, der dem 4. Juli am nächsten kommt. 1988 war es auch, als Bill Elliott von Startplatz 38 das Rennen gewann. Es war der schlechteste Startplatz, von dem bislang ein Rennen in Daytona überhaupt gewonnen wurde.
In der Saison 1998 musste das Rennen wegen Waldbränden in Florida in den Oktober verschoben werden. Bevor es ab dieser Saison zu einem Nachtrennen wurde, fand der Start normalerweise morgens gegen 10 oder 11 Uhr statt, um den sehr hohen Temperaturen und regelmäßigen Gewittern am Nachmittag aus dem Wege zu gehen.
Im Jahre 1984 war Ronald Reagan der erste amtierende Präsident der Vereinigten Staaten, der bei einem NASCAR-Rennen anwesend war. Der Präsident gab das Startsignal via Telefon vom Board der Air Force One aus. Nach der Landung fuhr er zur Rennstrecke und sah es sich zusammen mit Bill France junior, dem Präsidenten von NASCAR, an. Während des Rennens wurde Reagan vom ehemaligen NASCAR-Fahrer Ned Jarrett interviewt, der 1978 eine Karriere als Radiokommentator begonnen hatte. Das Firecracker 400 der Saison 1984 ist zudem legendär, da Richard Petty hier seinen 200. und zugleich letzten Sieg seiner Karriere erzielt hat. Nach dem Rennen wurden Petty und Präsident Reagan zusammen interviewt und Reagan war bei der Siegesfeier in der Victory Lane von Petty und seiner Familie anwesend.
Mit dem Ende des Rennens der Saison 2007 zog sich Pepsi als Hauptsponsor des Rennens zurück, der er seit 1985 war. Coca-Cola unterzeichnete einen Vertrag als neuer Hauptsponsor des Rennens, seit 2008 trägt das Rennen den Namen Coke Zero 400.

## Sieger

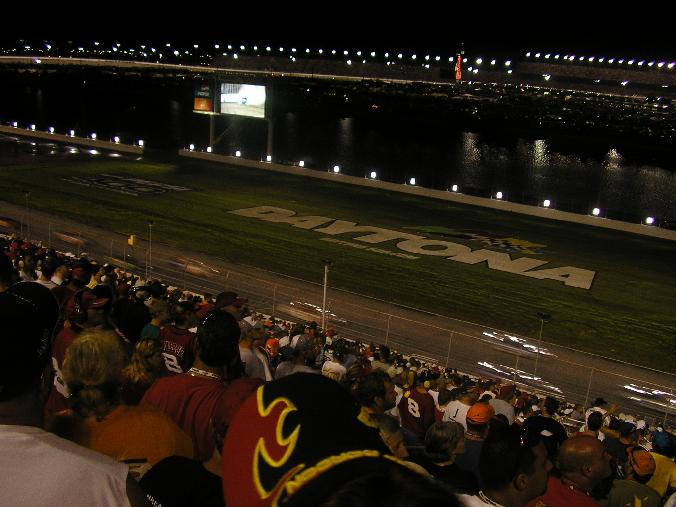
Die Rennwagen passieren den „Daytona“-Schriftzug während des Pepsi 400 im Jahre 2005.

- 2015: Dale Earnhardt junior
- 2014: Aric Almirola
- 2013: Jimmie Johnson
- 2012: Tony Stewart
- 2011: David Ragan
- 2010: Kevin Harvick
- 2009: Tony Stewart
- 2008: Kyle Busch
- 2007: Jamie McMurray
- 2006: Tony Stewart Die Rennwagen passieren den „Daytona“-Schriftzug während des Pepsi 400 im Jahre 2005.
- 2005: Tony Stewart
- 2004: Jeff Gordon
- 2003: Greg Biffle
- 2002: Michael Waltrip
- 2001: Dale Earnhardt junior
- 2000: Jeff Burton
- 1999: Dale Jarrett
- 1998: Jeff Gordon
- 1997: John Andretti
- 1996: Sterling Marlin
- 1995: Jeff Gordon
- 1994: Jimmy Spencer
- 1993: Dale Earnhardt
- 1992: Ernie Irvan
- 1991: Bill Elliott
- 1990: Dale Earnhardt
- 1989: Davey Allison
- 1988: Bill Elliott
- 1987: Bobby Allison
- 1986: Tim Richmond
- 1985: Greg Sacks
- 1984: Richard Petty
- 1983: Buddy Baker
- 1982: Bobby Allison
- 1981: Cale Yarborough
- 1980: Bobby Allison
- 1979: Neil Bonnett
- 1978: David Pearson
- 1977: Richard Petty
- 1976: Cale Yarborough
- 1975: Richard Petty
- 1974: David Pearson
- 1973: David Pearson
- 1972: David Pearson
- 1971: Bobby Isaac
- 1970: Donnie Allison
- 1969: LeeRoy Yarbrough
- 1968: Cale Yarborough
- 1967: Cale Yarborough
- 1966: Sam McQuagg
- 1965: A. J. Foyt
- 1964: A. J. Foyt
- 1963: Fireball Roberts
- 1962: Fireball Roberts
- 1961: David Pearson
- 1960: Jack Smith
- 1959: Fireball Roberts